# 원고잔도서관
원고잔도서관은 경기도 안산시 단원구 소재의 시립 도서관이다.

## 연혁
- 2013년 4월 17일 개관

## 시설현황
- 2층: 문헌자료실, 문화교실, 열람실, 휴게실
- 1층: 어린이자료실

## 이용 안내
이용 시간
- 2층 열람실 및 문화교실: 하절기 07:00~23:00 / 동절기 08:00~23:00
- 1층 어린이자료실 및 2층 문헌자료실: 매일 09:00~18:00

휴관일
- 매주 금요일
- 국경일, 정부에서 지정하는 공휴일
- 관장이 지정하는 임시휴관일